# Francesc Costa i Carrera

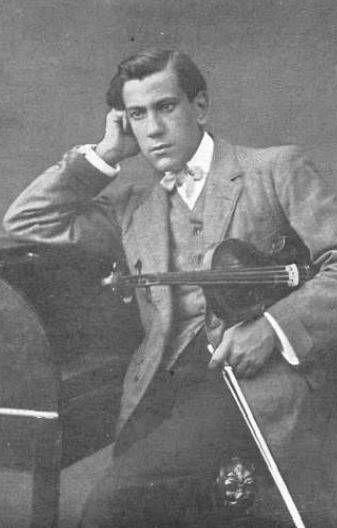
Francesc Costa i Carrera (1908)

Francesc Costa i Carrera (* 11. Februar 1891 in Barcelona; † 16. September 1959 ebenda) war ein katalanischer klassischer Violinist und Musikpädagoge.

## Leben und Werk
Francesc Costa war zunächst Schüler des baskischen Violinisten Clemente Ibarguren Garicano am Städtischen Konservatorium von Barcelona. Er erhielt ein Stipendium der Stadt Barcelona und studierte daraufhin am Brüsseler Konservatorium bei Alfred Marchot Violine.
Er unternahm bis 1936 sowohl als Solist wie auch als Teil von Ensembles Konzerttourneen in Europa, Afrika und Amerika. 1922 trat er als Dozent für Violine in das Städtische Konservatorium von Barcelona ein. Von seinen Schülern muss die katalanische Violinistin Rosa Mas genannt werden.